# Asociación Estatal de Cine
La Asociación Estatal de Cine (AECINE) es una asociación española de Productoras de Cine. 
Interlocutor habitual en nombre de los productores de cine y audiovisual con la Administración y los demás agentes del sector, tras la desintegración de la Confederación de Productores Audiovisuales Españoles (FAPAE) donde estaba adscrita, la Asociación Estatal de Cine se ha convertido en la asociación de productoras de cine de ámbito nacional que aglutina al mayor número de empresas productoras.
En 2018 Pilar Benito, de Morena Films, asume la presidencia tras la marcha de Paco Ramos a Netflix.
Dos años más tarde, en septiembre de 2020, María Luisa Gutiérrez (Bowfinger International Pictures), es elegida nueva presidenta de AECINE. La actual Junta Directiva que acompaña a María Luisa Gutiérrez, está formada por  Mariela Besuievsky (Tornasol Films), como vicepresidenta, y como vocales, Eduardo Campoy (Álamo Producciones Audiovisuales), Luis Manso (Películas Pendelton), Kiko Martínez (Nadie es Perfecto), Beatriz Bodegas (La Canica Films), Fernando Riera (A Contracorriente Films), Marta Velasco (Aralan Films) y María Zamora (Elastica Films).